# Yōtarō Kobayashi
Yōtarō Kobayashi (小林 陽太郎?, Kobayashi Yōtarō; Londra, 25 aprile 1933 – Tokyo, 5 settembre 2015) è stato un dirigente d'azienda giapponese.

## Biografia
Figlio del produttore cinematografico della Toho Ivao Mori, nel 1956 si diplomò alla Keio High School e nel 1958 si laureò in economia all'Università Keio di Minato e nel 1958 si laureò negli Stati Uniti alla Wharton School di Filadelfia.
Nel 1958 entrò nella Fuji Photo Film Co., Ltd. (ora Fujifilm Holdings) e nel 1963 entrò nella Fuji Xerox, una joint venture tra Fujifilm (75%) e Xerox (25%) e nel 1968 entrò nel consiglio d'amministrazione, nel 1978 divenne vicepresidente e nel 1992 presidente della joint venture. Dal 1997 fino alla morte è stato il presidente del gruppo asiatico-pacifico della Commissione Trilaterale.